# Onyeka Lucky
Onyeka Lucky Osemene (sinh ngày 18 tháng 6 năm 1995) là một cầu thủ bóng đá người Nigeria thi đấu cho Sông Lam Nghệ An.

## Sự nghiệp câu lạc bộ
Anh ra mắt chuyên nghiệp tại Giải bóng đá hạng nhất quốc gia Bồ Đào Nha cho Braga B vào ngày 8 tháng 8 năm 2015 trong trận đấu trước Chaves.
Sau khi cho mượn ở hạng ba tại CD Trofense , Lucky trở lại hạng hai vào ngày 9 tháng 1 năm 2017 bằng cách ký hợp đồng với SC Covilhã của Filipe Gouveia. Trong trận ra mắt năm ngày sau đó, anh vào sân thay cho hậu vệ Zé Pedro ở hiệp một và ghi bàn thắng chuyên nghiệp đầu tiên để gỡ hòa trong trận thua 3–2 trên sân nhà trước FC Penafiel. Sau một thời gian ngắn thi đấu tại KF Teuta Durrës ở Albanian Kategoria Superiore , anh trở lại Covilhã vào tháng 1 năm 2018, và hủy bỏ hợp đồng một năm sau đó.
Vào ngày 23 tháng 1 năm 2019, Lucky ký hợp đồng với UD Leiria ở giải hạng ba Campeonato de Portugal. Mười ba tháng sau, anh chấm dứt hợp đồng do bị cáo buộc chưa trả lương và ký hợp đồng với CF Canelas 2010 ở cùng giải đấu. Đội đã giành quyền thăng hạng lên Liga 3 mới vào năm 2020–21, nơi anh ghi 8 bàn thắng đẹp nhất sự nghiệp sau 21 trận trong mùa giải đầu tiên, dẫn đến việc chuyển đến Varzim SC vào tháng 7 năm 2022.